# Langford (Norfolk)
Langford – była wieś w Anglii, w hrabstwie Norfolk, w dystrykcie Breckland. Leży 42 km na zachód od Norwich i 128 km na północny wschód od Londynu. W 1944 mieszkańcy wsi zostali wysiedleni w związku z utworzeniem poligonu wojskowego.